# دافيد فريدريك شتراوس

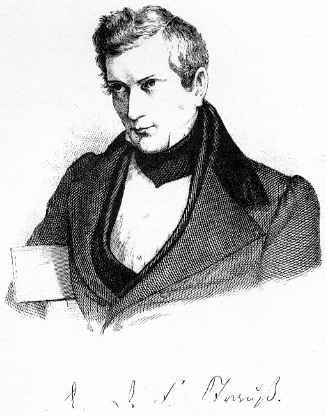

دافيد فريدريك ستراوس (باللاتينية David Friedrich Strauss) كاتب وثيولوجي بروتستانتي ألماني صدم أوروبا المسيحية بتصويره يسوع التاريخي ونفيه طبيعته الإلهية. ارتبط عمله بمدرسة توبنغن التي أحدثت ثورة في دراسة العهد الجديد والمسيحية المبكرة والأديان القديمة. وبالرغم من أخطاء في أعماله إلا أنه كان رائدا في التحقيق التاريخ ليسوع.

## «داس ليبن جيسو» (حياة يسوع)
كان لكتاب شتراوس «داس ليبن جيسو، كريتيش بي أربايتيت» (حياة يسوع، دُرس بشكل نقدي) ضجة. فعلى الرغم من عدم إنكار وجود يسوع، جادل شتراوس بأن المعجزات في العهد الجديد كانت إضافات أسطورية مع القليل من أساسها بشكل حقائق مؤكدة. كتب «كارل أوغست فون إيشينماير» مراجعة في عام 1835 بعنوان «الإسخريوطية في أيامنا»، وهي مراجعة وصفها شتراوس بأنها «نتاج الزواج الشرعي بين الجهل اللاهوتي والتعصب الديني، المبارك بفلسفة المشي أثناء النوم». أطلق «الإيرل لشافتسبري» على ترجمة عام 1846 من قبل ماريان إيفانز أنها «الكتاب الأكثر وبائية الذي خرج من بين فكي الجحيم». عندما انتخب شتراوس لرئاسة اللاهوت في جامعة زيوريخ، أثار التعيين عاصفة من الجدل لدرجة أن السلطات قررت أن تحيله للتقاعد قبل أن يبدأ مهامه.
ما جعل «داس ليبن جيسو» مثيراً للجدل للغاية كان وصف شتراوس للعناصر الإعجازية في الأناجيل بأنها أسطورية. بعد تحليل الكتاب المقدس من ناحية الترابط المنطقي الذاتي وإعارة الانتباه للعديد من التناقضات، خلص إلى أن قصص المعجزات لم تكن أحداثًا حقيقية. وفقًا لشتراوس، طورت الكنيسة الأولى هذه القصص من أجل تقديم يسوع بوصفه المسيح للنبوءات اليهودية. كان هذا المنظور يتعارض مع وجهات النظر السائدة في زمن شتراوس: العقلانية، التي فسرت المعجزات على أنها تفسيرات خاطئة للأحداث غير الخارقة للطبيعة، ورأي «المقتنعين بالخوارق للطبيعة» بأن الروايات الإنجيلية كانت دقيقة تمامًا. وجهة النظر الثالثة لشتراوس، التي شُرحت فيها المعجزات على أنها خرافات طورها المسيحيون الأوائل لدعم تصورهم المتطور تدريجيًا ليسوع، بشرت بعصر جديد في المعاملة النصية والتاريخية لظهور المسيحية.
في عام 1840 والسنة التي تليها، نشر شتراوس كتابه عن العقيدة المسيحية «كريستليشي غلاوبنسليري» في مجلدين. كان المبدأ الرئيسي لهذا العمل الجديد هو أن تاريخ المذاهب المسيحية كان في الأساس تاريخ تفككها.

## فترة فاصلة «1841-1860»
مع نشر «كريستليشي غلاوبنسليري»، أخذ شتراوس إجازة من اللاهوت لأكثر من عشرين عامًا. في أغسطس من عام 1841، تزوج من أغنيس شيبيست «1813-1869»، المثقفة وذات الصوت ال «ميزو سوبرانو» الجميل وذات السمعة الرفيعة كمغنية للأوبرا. بعد خمس سنوات، بعد ولادة طفلين، تطلقوا.
استأنف شتراوس نشاطه الأدبي عبر نشره عام 1847 في مانهايم لـ «دير رومانتيكر أوف ديم ثرون دير كيسارين» («رومانسية على عرش القيصر»)، إذ رسم ساخرًا التشابه بين يوليانوس المرتد وفريدرش فيلهلم الرابع من بروسيا. قُدم الإمبراطور الروماني القديم الذي حاول عكس تقدم المسيحية «كحالم ساذج، وهو الرجل الذي حوّل الحنين إلى القدماء إلى طريقة للحياة والذي كانت عيونه مغلقة أمام الاحتياجات الملحة للحاضر» إشارة مبطنة إلى أحلام الملك البروسي العاطفية المعاصرة المعروفة باستعادة الأمجاد المزعومة للمجتمع الإقطاعي من القرون الوسطى.
في عام 1848 رُشح كعضو في برلمان فرانكفورت، ولكن هزمه كريستوف هوفمان «1815-1885». انتخب في غرفة فورتمبيرغ، لكن تصرفاته كانت محافظة لدرجة أن ناخبيه طلبوا منه الاستقالة من مقعده. نسي خيبات أمله السياسية من خلال إنتاج سلسلة من أعمال السير الذاتية، والتي ضمنت له مقعدًا دائمًا في الأدب الألماني «شاوبارت ليبن مجلدين، 1849؛ كريستيان ميركلين، 1851؛ نيكوديموس فريشلين، 1855؛ أولريش فون هوتن، 3 مجلدات.، 1858-1860، الطبعة السادسة 1895».

## أعماله اللاحقة
عاد شتراوس إلى اللاهوت في عام 1862، عندما نشر سيرة «إتش. إس. رايماروس». بعد ذلك بعامين في عام 1864، نشر حياة يسوع للشعب الألماني «داس ليبن جيسو فور داس دويتشي فولك بي أربايتيت» «الطبعة الثالثة عشر، 1904». فشلت في إحداث تأثير مشابه لتأثير «الحياة» الأولى، لكنها حصلت على العديد من ردود الفعل النقدية، والتي قام بالرد عليها شتراوس في كتيبته «دي هالبن أوند دي غانتسن» «1865»، والتي وُجهت خصيصًا ضد دانييل شينكل «1813-1885» وإرنست فيلهلم هينغشتينبيرغ «1802-1869».
يُعد كتابه «مسيح الإيمان وعيسى التاريخ» «دير كريستس ديس غلاوبينس أوند دير جيسوس دير غيشيشتي» «1865» نقدًا شديدًا لمحاضرات «شلايماخر» عن حياة يسوع، والتي نُشرت بعد ذلك لأول مرة. من 1865 إلى 1872 عاش شتراوس في دارمشتات، وفي عام 1870 نشر محاضراته عن فولتير. أنتجت أعماله الأخيرة، «دير ألتي أوند دير نويي غلاوبي» «الإيمان القديم والجديد» «1872؛ تُرجمت الإنجليزية من قبل أم.بليند، 1873)، ضجة كبيرة تقريبًا مثل «حياة يسوع»، وحتى بين أصدقاء شتراوس، الذين تساءلوا عن وجهة نظره من جانب واحد للمسيحية وتخليه المزعوم عن الفلسفة الروحية لمادية العلم الحديث. انتقد نيتشه بشدة هذا العمل في كتابه الأول «تأملات في غير وقتها». أضاف شتراوس كلمة ختامية كمقدمة «ناخفورت ألس فورفورت» إلى الطبعة الرابعة من الكتاب «1873». بعد ذلك بفترة قصيرة، مرض شتراوس، وتوفي في لودفيغسبورغ في 8 فبراير 1874.

## النقد
وصف جي. إف. سميث عقلية شتراوس بأنها تحليلية ونقدية على وجه الحصر تقريبًا، دون عمق للشعور الديني أو النفاذ الفلسفي، أو التفهم التاريخي؛ عمله وفقًا لذلك نادرًا ما كان بنّاء. وجد سميث أن شتراوس لكي يوضح مبدأ غوته بشكل مدهش فإن حب التفهم ضروري للنقد المثمر. ويمضي سميث في الإشارة إلى أن كتاب شتراوس «حياة يسوع» لم يكن موجه ضد النظرة التقليدية الأرثوذكسية لسرد الإنجيل فحسب، بل بالمثل إلى المعاملة العقلانية لها، سواء بعد مسألة رايماروس أو مسألة هاينريش باولس.
نظريته، أن المسيح من الأناجيل، باستثناء الخطوط العريضة الهزيلة للتاريخ الشخصي، كان الخلق غير المقصود للآمال النصرانية المسيحية في وقت مبكر، التي طبقها شتراوس على سرد الإنجيل. شعر سميث أن عمليات شتراوس كانت مبنية على عيوب قاتلة، إيجابية وسلبية، وأن شتراوس كان لديه نظرية ضيقة فيما يتعلق بالمعجزة، وحتى نظرة أضيق فيما يتعلق بعلاقة الإلهية بالإنسان، ولم يكن لديه فكرة حقيقية عن طبيعة التقاليد التاريخية.
ذكر سميث أن إف. سي باور اشتكى ذات مرة من أن نقد شتراوس للتاريخ في الأناجيل لم يكن مبنيًا على دراسة شاملة لتقاليد المخطوطات الخاصة بالوثائق نفسها. يدعي سميث أنه من خلال فلسفة أوسع وأعمق للدين، وشرائع أكثر عدالة للنقد التاريخي، مع معرفة أكثر دقة بتاريخ وأصل الأناجيل، فإن تطبيق شتراوس الصارم للنظرية الأسطورية مع نتائجهت المدمرة كان سيكون من المستحيل.
كتب ألبرت شفايتسر في كتاب البحث عن يسوع التاريخي «1906؛1910» أن حجج شتراوس «امتلأت بشهادات وفاة لسلسلة كاملة من التفسيرات التي، للوهلة الأولى، لديها الإمكانية أن تكون حية (حقيقية)، ولكنها ليست كذلك حقا». ويضيف أن هناك فترتين واسعتين من البحث الأكاديمي في البحث عن يسوع التاريخي، وهما «الفترة التي سبقت ديفيد شتراوس والفترة التي تلت ديفيد شتراوس».
وفقًا لبيتر سي. هودجسون وجيمس سي. ليفينجستون، كان ديفيد شتراوس أول من طرح السؤال حول شخصية يسوع التاريخية وفتح الطريق لفصل يسوع عن الإيمان المسيحي. في كتاب شتراوس «حياة يسوع»، اختلف مع الأفكار السابقة التي تفيد بأنه يمكن بسهولة إعادة بناء يسوع التاريخي بالارتباط مع مخطوطات العهد الجديد. أشار شتراوس إلى أن التقاليد المسيحية أسطورية بشكل أساسي، وعلى الرغم من أنه لم يدعي أنه لا يوجد حقائق تاريخية في المصادر، توجد القليل من الأدلة لإعادة بناء الصورة التاريخية ليسوع لخدمة الإيمان المسيحي. رافعًا أسئلة انتقادية حول صورة يسوع التاريخية جعلت شتراوس شخصية مهمة في مجال اللاهوت.

## روابط خارجية
- دافيد فريدريك شتراوس على موقع الموسوعة البريطانية (الإنجليزية)
- دافيد فريدريك شتراوس على موقع ميوزك برينز (الإنجليزية)
- دافيد فريدريك شتراوس على موقع إن إن دي بي (الإنجليزية)